# Saison 2011-2012 des Rapaces de Gap
Autres saisons
Saison précédente
Les Rapaces de Gap disputent la saison 2011-2012 au sein de la Ligue Magnus, l‘élite du hockey sur glace français. Au cours de cette saison, l'équipe termine 11e en saison régulière.

## Contexte
L’intersaison sera marquée par le départ du capitaine et joueur emblématique de l’équipe, Romain Moussier. Il arrête sa carrière et se consacre désormais à la formation des jeunes hockeyeurs du club. Avec une patinoire en travaux, les Rapaces jouent leurs matchs dans les patinoires de Marseille et de Briançon. Cependant, les entrainements se déroulent au milieu du chantier de la Patinoire Brown-Ferrand.

### Les transferts
| Nom                     | Nationalité | Poste          | Provenance                    | Division      |
| ----------------------- | ----------- | -------------- | ----------------------------- | ------------- |
| Julian Barrier-Heyligen | France      | Gardien de but | Ducs d’Angers                 | Ligue Magnus  |
| Cody Campbell           | Canada      | Attaquant      | Chargers d'Alabama-Huntsville | NCAA          |
| Martin Charpentier      | France      | Défenseur      | Dauphins d’Épinal             | Ligue Magnus  |
| Bertrand Fribault       | France      | Attaquant      | Ducs d’Angers                 | Ligue Magnus  |
| Sébastien Gauthier      | Canada      | Attaquant      | Albatros de Brest             | Division 1    |
| Yoanne Lacheny          | France      | Attaquant      | Genève Future U20             | Top Junioren  |
| Brice Mansouri          | France      | Défenseur      | Gap Hockey Club U20           | Espoirs Elite |
| Stanislav Lašček        | Slovaquie   | Attaquant      | Jokers de Cergy               | Division 1    |
| Anthony Rapenne         | France      | Attaquant      | Dauphins d'Épinal             | Ligue Magnus  |
| Michael Zacharias       | États-Unis  | Gardien        | Everblades de la Floride      | ECHL          |

| Nom             | Nationalité   | Poste          | Destination                            | Division                 |
| --------------- | ------------- | -------------- | -------------------------------------- | ------------------------ |
| Rane Carnegie   | Canada        | Attaquant      | Cool FM 103,5 de Saint-Georges         | LNAH                     |
| Julien Correia  | France        | Attaquant      | Étoile Noire de Strasbourg             | Ligue Magnus             |
| Alexis Dicharry | France        | Attaquant      | Aigles de Nice                         | Division 1               |
| Ronan Quemener  | France        | Gardien de but | Brûleurs de loups de Grenoble          | Ligue Magnus             |
| Ryan Jorde      | Canada        | Défenseur      | Killer Bees de la vallée du Rio Grande | Ligue centrale de hockey |
| Romain Moussier | France        | Attaquant      | Arrêt                                  |                          |
| Thomas Paradis  | France Canada | Défenseur      | Boxers de Bordeaux                     | Division 1               |
| Jonathan Piras  | France        | Attaquant      | Lyon Hockey Club                       | Division 1               |
| Sean Roche      | Canada        | Attaquant      | Arrêt                                  |                          |
| Lucas Savoye    | France        | Gardien de but | Hockey Club de Caen                    | Ligue Magnus             |
| Dimitri Thillet | France        | Attaquant      | Ours de Villard-de-Lans                | Ligue Magnus             |
| Jesse Uronen    | Finlande      | Attaquant      | HC Keski-Uusimaa                       | Suomi-sarja              |

## Composition de l'équipe
Les Rapaces de Gap 2011-2012 sont entraînés par Patrick Turcotte.

### Gardiens de but
| Numéro | Nationalité | Nom                     | Attrape | Date de naissance | Lieu de naissance          |
| ------ | ----------- | ----------------------- | ------- | ----------------- | -------------------------- |
| 1      | France      | Julian Barrier-Heyligen | G       | 28 janvier 1993   | Saint-Cyr-l'École (France) |
| 29     | France      | Michael Zacharias       | G       | 21 mai 1985       | Plymouth (États-Unis)      |

### Défenseurs
| Numéro | Nationalité        | Nom                    | Tir | Date de naissance | Lieu de naissance                   |
| ------ | ------------------ | ---------------------- | --- | ----------------- | ----------------------------------- |
| 71     | France             | Jérémy Baridon         | G   | 1er décembre 1991 | Gap (France)                        |
| 9      | France             | Martin Charpentier     | G   | 21 janvier 1993   | Épinal (France)                     |
| 10     | France             | Alexandre Cornaire (A) | G   | 29 novembre 1982  | Gap (France)                        |
| 13     | République tchèque | Jan Kudrna             | D   | 1er juillet 1975  | (Tchécoslovaquie)                   |
| 24     | Slovaquie          | Matúš Luciak           | D   | 24 octobre 1983   | Zvolen (Tchécoslovaquie)            |
| ??     | France             | Brice Mansouri         | G   | 24 octobre 1983   | Neuilly-sur-Seine (France)          |
| 23     | République tchèque | Jakub Suchánek         | G   | 16 novembre 1984  | (Tchécoslovaquie)                   |
| 52     | Slovaquie          | Milan Tekel (A)        | G   | 16 juin 1975      | Liptovský Mikuláš (Tchécoslovaquie) |
| 78     | Canada             | Justin Vienneau        | G   | 20 février 1986   | Oshawa (Canada)                     |

### Attaquants
| Numéro | Nationalité        | Nom                       | Tir | Date de naissance | Lieu de naissance       |
| ------ | ------------------ | ------------------------- | --- | ----------------- | ----------------------- |
| 14     | France             | Mathieu André             | D   | 14 février 1990   | Briançon (France)       |
| 22     | Canada Royaume-Uni | Cody Campbell             | D   | 21 mai 1987       | Maple Ridge (Canada)    |
| 18     | Canada             | Jean-Charles Charette (C) | G   | 20 avril 1982     | (Canada)                |
| 11     | France             | Bertrand Fribault         | G   | 9 août 1991       | Angers (France)         |
| 12     | Canada             | Sébastien Gauthier        | D   | 6 août 1986       | Montréal (Canada)       |
| 97     | République tchèque | Jiří Jelen                | G   | 29 octobre 1977   | Písek (Tchécoslovaquie) |
| 21     | France             | Yoanne Lacheny            | G   | 5 juin 1992       | Gap (France)            |
| 8      | Slovaquie          | Stanislav Lascek          | G   | 17 janvier 1986   | Martin (Slovaquie)      |
| 40     | Finlande           | Mikko Palotie             | G   | 14 novembre 1985  | Helsinki (Finlande)     |
| 17     | France Canada      | Jérémie Paradis           | G   | 19 septembre 1986 | Perpignan (France)      |
| 55     | République tchèque | Jiří Rambousek            | G   | 6 décembre 1980   | Tábor (Tchécoslovaquie) |
| 25     | France             | Anthony Rapenne           | G   | 16 novembre 1991  | Épinal (France)         |
| 27     | France             | Mathieu Soriano           | D   | 23 février 1993   | Gap (France)            |

## Matchs amicaux
Avec l’indisponibilité de la Patinoire Brown-Ferrand pour cause de travaux, les joueurs partent en République tchèque à Tábor du 15 au 28 août 2011 . Une série de 5 matchs amicaux sont prévues. Les 3 et 4 septembre 2011, les Rapaces participent à un tournoi à Briançon où ils affrontent les Brûleurs de loups de Grenoble et les Diables rouges de Briançon. Enfin, le 10 septembre, la préparation prend fin avec un match amical à Torre Pellice contre le HC Valpellice.

## Ligue Magnus

### Saison régulière
Gap termine 11e de la saison régulière avec un bilan de 6 victoires dans le temps réglementaire, 3 victoires en prolongation, 3 défaites en prolongation et 14 défaites, dont un match perdu sur tapis vert contre Caen 5-0.
Match après match

## Statistiques individuelles
Les statistiques des joueurs en Ligue Magnus et Coupe de la Ligue sont listées dans le tableau ci-dessous. En ce qui concerne les buts marqués, les totaux marqués dans cette section ne comprennent pas les buts des séances de tir de fusillade.

### Gardiens de buts
Nota : PJ : parties jouées, V : victoires, D : défaites, DPr : défaite en prolongation, Min : minutes jouées, Bc : buts contre, Bl : blanchissages, Moy : moyenne d'arrêt sur la saison, B : buts marqués, A : aides, Pun : minutes de pénalité.
Coupe de la Ligue
| Joueur                  | Saison régulière | Saison régulière | Saison régulière | Saison régulière | Saison régulière | Saison régulière | Saison régulière | Saison régulière | Saison régulière | Saison régulière | Séries éliminatoires | Séries éliminatoires | Séries éliminatoires | Séries éliminatoires | Séries éliminatoires | Séries éliminatoires | Séries éliminatoires | Séries éliminatoires | Séries éliminatoires | Séries éliminatoires |
| Joueur                  | PJ               | V                | D                | DPr              | Bc               | Bl               | MOY              | B                | A                | Pun              | PJ                   | V                    | D                    | DPr                  | Bc                   | Bl                   | MOY                  | B                    | A                    | Pun                  |
| ----------------------- | ---------------- | ---------------- | ---------------- | ---------------- | ---------------- | ---------------- | ---------------- | ---------------- | ---------------- | ---------------- | -------------------- | -------------------- | -------------------- | -------------------- | -------------------- | -------------------- | -------------------- | -------------------- | -------------------- | -------------------- |
| Julian Barrier-Heyligen | 1                | 1                | 0                | 0                | 2                | 0                | 3,93             |                  |                  |                  |                      |                      |                      |                      |                      |                      |                      |                      |                      |                      |
| Julien Lancman          |                  |                  |                  |                  |                  |                  |                  |                  |                  |                  |                      |                      |                      |                      |                      |                      |                      |                      |                      |                      |
| Michael Zacharias       | 6                | 4                | 2                | 0                | 6                | 0                | 2,19             |                  |                  |                  | 2                    | 0                    | 2                    | 0                    | 7                    | 0                    | 3,01                 |                      |                      |                      |

Ligue Magnus
| Joueur                  | Saison régulière | Saison régulière | Saison régulière | Saison régulière | Saison régulière | Saison régulière | Saison régulière | Saison régulière | Saison régulière | Saison régulière | Séries éliminatoires | Séries éliminatoires | Séries éliminatoires | Séries éliminatoires | Séries éliminatoires | Séries éliminatoires | Séries éliminatoires | Séries éliminatoires | Séries éliminatoires | Séries éliminatoires |
| Joueur                  | PJ               | V                | D                | DPr              | Bc               | Bl               | MOY              | B                | A                | Pun              | PJ                   | V                    | D                    | DPr                  | Bc                   | Bl                   | MOY                  | B                    | A                    | Pun                  |
| ----------------------- | ---------------- | ---------------- | ---------------- | ---------------- | ---------------- | ---------------- | ---------------- | ---------------- | ---------------- | ---------------- | -------------------- | -------------------- | -------------------- | -------------------- | -------------------- | -------------------- | -------------------- | -------------------- | -------------------- | -------------------- |
| Julian Barrier-Heyligen | 2                | 1                | 1                | 0                | 2                | 0                | 1,50             |                  |                  |                  |                      |                      |                      |                      |                      |                      |                      |                      |                      |                      |
| Julien Lancman          |                  |                  |                  |                  |                  |                  |                  |                  |                  |                  |                      |                      |                      |                      |                      |                      |                      |                      |                      |                      |
| Michael Zacharias       | 25               | 8                | 14               | 3                | 92               | 0                | 3,59             |                  |                  |                  | 9                    | 4                    | 3                    | 2                    | 35                   | 0                    | 3,67                 |                      |                      |                      |

### Joueurs de champ
| Mathieu André         | 24 | 5  | 4  | 9  | 8  | 5 | 1 | 1 | 2 | 0  | 6 | 1 | 1 | 2 | 2  | 2 | 1 | 0 | 1 | 0  | 37 | 8  | 6  | 14 | 10  |
| Jérémy Baridon        | 20 | 0  | 2  | 2  | 0  | 9 | 0 | 0 | 0 | 4  | 6 | 0 | 1 | 1 | 2  | 2 | 0 | 0 | 0 | 0  | 37 | 0  | 3  | 3  | 6   |
| Cody Campbell         | 26 | 12 | 11 | 23 | 6  | 9 | 2 | 3 | 5 | 6  | 6 | 2 | 3 | 5 | 2  | 2 | 0 | 2 | 2 | 0  | 43 | 16 | 19 | 35 | 14  |
| Jean-Charles Charette | 24 | 4  | 5  | 9  | 20 | 9 | 1 | 1 | 2 | 2  | 6 | 1 | 1 | 2 | 14 | 2 | 0 | 0 | 0 | 0  | 41 | 6  | 7  | 13 | 36  |
| Martin Charpentier    | 23 | 0  | 1  | 1  | 6  | 9 | 0 | 1 | 1 | 0  | 4 | 0 | 0 | 0 | 0  | 1 | 0 | 0 | 0 | 0  | 37 | 0  | 2  | 2  | 6   |
| Alexandre Cornaire    | 26 | 1  | 3  | 4  | 14 | 9 | 0 | 0 | 0 | 10 | 6 | 1 | 0 | 1 | 6  | 2 | 0 | 0 | 0 | 4  | 43 | 2  | 3  | 5  | 34  |
| Bertrand Fribault     | 24 | 1  | 0  | 1  | 0  | 9 | 0 | 0 | 0 | 0  | 6 | 0 | 1 | 1 | 0  | 2 | 0 | 0 | 0 | 0  | 41 | 1  | 1  | 2  | 0   |
| Sébastien Gauthier    | 26 | 7  | 5  | 12 | 14 | 9 | 0 | 8 | 8 | 6  | 6 | 3 | 0 | 3 | 0  | 2 | 1 | 0 | 1 | 0  | 43 | 11 | 13 | 24 | 20  |
| Jiři Jelen            | 23 | 6  | 16 | 22 | 24 | 9 | 4 | 2 | 6 | 14 | 6 | 2 | 3 | 5 | 6  | 2 | 0 | 1 | 1 | 0  | 40 | 12 | 21 | 33 | 44  |
| Jan Kudrna            | 26 | 1  | 4  | 5  | 28 | 9 | 1 | 3 | 4 | 0  | 6 | 0 | 1 | 1 | 6  | 2 | 0 | 1 | 1 | 0  | 43 | 2  | 9  | 11 | 34  |
| Yoanne Lacheny        | 17 | 1  | 2  | 3  | 0  | 4 | 2 | 0 | 2 | 0  | 4 | 0 | 1 | 1 | 0  | 2 | 0 | 0 | 0 | 0  | 27 | 3  | 3  | 6  | 0   |
| Stanislav Lascek      | 13 | 0  | 6  | 6  | 41 | 0 | 0 | 0 | 0 | 0  | 6 | 1 | 3 | 4 | 4  | 2 | 1 | 1 | 2 | 2  | 21 | 2  | 10 | 12 | 47  |
| Matus Luciak          | 26 | 2  | 5  | 7  | 36 | 9 | 0 | 1 | 1 | 8  | 6 | 1 | 1 | 2 | 8  | 2 | 0 | 0 | 0 | 0  | 43 | 3  | 7  | 10 | 52  |
| Brice Mansouri        | 5  | 0  | 0  | 0  | 0  | 0 | 0 | 0 | 0 | 0  | 0 | 0 | 0 | 0 | 0  | 1 | 0 | 0 | 0 | 0  | 6  | 0  | 0  | 0  | 0   |
| Mikko Palotie         | 26 | 7  | 4  | 11 | 8  | 9 | 5 | 3 | 8 | 4  | 5 | 0 | 3 | 3 | 4  | 2 | 0 | 0 | 0 | 0  | 42 | 12 | 10 | 22 | 16  |
| Jérémie Paradis       | 26 | 6  | 10 | 16 | 10 | 9 | 2 | 7 | 9 | 4  | 6 | 2 | 2 | 4 | 8  | 2 | 0 | 0 | 0 | 0  | 43 | 10 | 19 | 29 | 22  |
| Jiři Rambousek        | 26 | 8  | 11 | 19 | 8  | 2 | 0 | 0 | 0 | 0  | 6 | 4 | 2 | 6 | 0  | 2 | 0 | 2 | 2 | 0  | 36 | 12 | 15 | 27 | 8   |
| Anthony Rapenne       | 20 | 0  | 0  | 0  | 2  | 9 | 0 | 0 | 0 | 0  | 3 | 1 | 0 | 1 | 0  | 2 | 0 | 0 | 0 | 0  | 34 | 1  | 0  | 1  | 2   |
| Mathieu Soriano       | 7  | 0  | 0  | 0  | 0  | 0 | 0 | 0 | 0 | 0  | 0 | 0 | 0 | 0 | 0  | 0 | 0 | 0 | 0 | 0  | 7  | 0  | 0  | 0  | 0   |
| Jakub Suchanek        | 25 | 3  | 7  | 10 | 38 | 9 | 1 | 2 | 3 | 16 | 5 | 0 | 2 | 2 | 43 | 2 | 0 | 0 | 0 | 12 | 41 | 4  | 11 | 13 | 109 |
| Milan Tekel           | 26 | 13 | 5  | 18 | 16 | 9 | 8 | 1 | 9 | 16 | 6 | 1 | 0 | 1 | 6  | 2 | 2 | 2 | 0 | 2  | 43 | 24 | 6  | 30 | 40  |
| Justin Vienneau       | 20 | 1  | 1  | 2  | 28 | 9 | 1 | 0 | 1 | 28 | 5 | 0 | 0 | 0 | 4  | 2 | 0 | 0 | 0 | 0  | 36 | 2  | 1  | 3  | 60  |